# Lepidosauromorpha
Lepidosauromorpha is een groep reptielen die alle reptielen bevat die nauwer verwant zijn aan de hagedissen dan aan de dinosauriërs. De enige huidige vertegenwoordigers zijn leden van de Lepidosauria: hagedissen, slangen en de brughagedis.

## Classificatie
Het begrip Lepidosauromorpha werd voor het eerst in 1983 gebruikt door Michael Benton. Hij paste nog de traditionele Linneaanse rangindeling toe wat tot de volgende classificatie leidde.
- Onderklasse Diapsida
  - Lepidosauromorpha
    - Acerosodontosaurus (uitgestorven)
    - Superorde Sauropterygia - Plesiosauria (uitgestorven)
    - Lepidosauriformes
      - Orde Eolacertilia (uitgestorven)
        - Icarosaurus
        - Kuehneosaurus

      - Superorde Lepidosauria
        - Orde Sphenodontia - Brughagedissen of Tuatara
        - Orde Squamata
          - Onderorde Lacertilia/Sauria - Hagedissen
            - Familie Mosasauridae (uitgestorven)

          - Onderorde Serpentes  - Slangen
          - Onderorde Amphisbaenia - Wormhagedissen

## Fylogenie
Een fylogenetische analyse door Jacques Gauthier gaf al in 1984 aan dat de stamboom van de reptielen twee grote takken heeft, de Archosauromorpha en de Lepidosauromorpha. De analyse leidde tot een vrij grondige herziening van de indeling van de reptielen. De Lepidosauromorpha werden in 1988 gedefinieerd als een klade, de groep bestaande uit Sphenodon en de Squamata en alle Sauria nauwer verwant aan Sphenodon en de Squamata dan aan de krokodilachtigen en de vogels.
In de traditionele interpretatie werden de Lepidosauromorpha gezien als een relatief onbelangrijke zijtak van de Diapsida. Een aantal moeilijk te plaatsen vroege vormen en een aantal groepen die min of meer op zichzelf stonden, zoals de pareiasauriërs en de pterosauriërs, kregen er een plekje in. In de nieuwe interpretatie zijn zij een veel grotere groep omdat de aftakking in haar geheel tegenover de Archosauromorpha geplaatst wordt.